# Risør (plaats)
Risør is een plaats in de Noorse gemeente Risør, provincie Agder. Risør telt 4.458 inwoners (2007) en heeft een oppervlakte van 3,36 km².
De naam voor de plaats komt waarschijnlijk van de Oud-Noorse naam Ríseyjar. Het eerste deel rís betekent 'struikgewas', het laatste deel 'eyjar' is de meervoudsvorm van 'eiland'.

## Geboren
- Per Sunderland (1924-2012), acteur
- Erik Mykland (1971), Noors voetballer